# Alfonso Álvarez de Villasandino
Alfonso Álvarez de Villasandino (Villasandino?, Castella, vers1340/1350 - vers 1424) va ser un poeta castellà medieval. Va ser bàsicament un poeta de cançoner, és a dir, un representant del tipus de poesia culta que havia sorgit sota la influència de la lírica trovadoresca provençal, i la principal figura literària juntament amb Però Ferrús en la Cort del rei de Castella Enric II.

## Biografia
Com era habitual fins al segle xv, Villasandino, com els altres poetes castellans, va començar escrivint en gallec. Aproximadament cap a 1400 va començar a escriure en castellà.
Segons les notícies que d'ell ens han arribat, va tenir terres a Illescas i va viure alguns anys a Toledo; es va casar diverses vegades i va ser un personatge de caràcter conflictiu, malgrat la qual cosa va fer de la seva obra el seu mitjà de vida. Per això, són habituals en ell els poemes de circumstàncies en què elogia a algun poderós per sol·licitar la seva protecció econòmica i també les crítiques a l'avarícia dels seus mecenes.

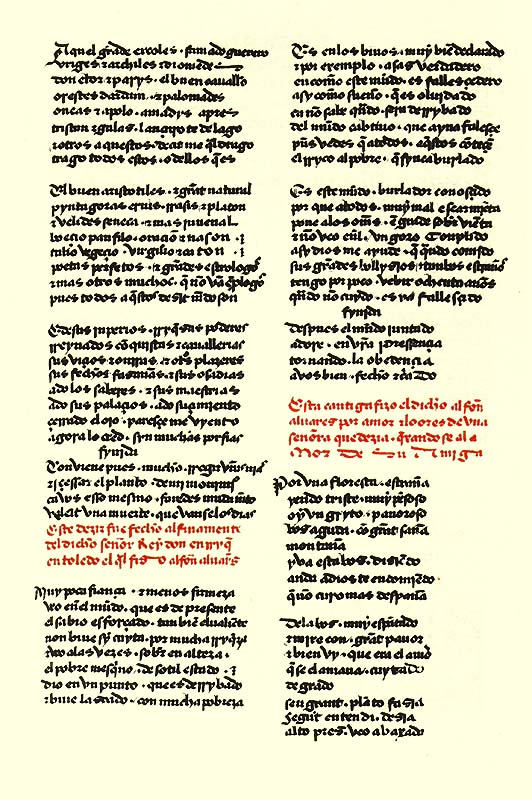
Poemes d'Álvarez de Villasandino en el "Cançoner de Baena".

La seva obra se'ns ha transmès gràcies a la seva participació en diversos cançoners, en particular el Cançoner de Baena, que conté més d'un centenar de poemes seus, constituint el poeta millor representat en el mateix. Segons Alan Deyermond, era un escriptor flexible, capaç de conrear tots els subgèneres poètics del moment: poemes d'amor cortès, panegírics, sàtires, etc. Villasandino va ser un poeta de gran habilitat tècnica i partidari de la poesia de tradició provençal que s'havia conreat en els diferents regnes hispànics durant el segle xiv, la qual cosa l'enfrontava al grup dels defensors de la nova influència italiana, de cort més alegòric, com Francisco Imperial. Va escriure versos bastant indecorosos a les amistançades del rei Enric II, a les dues esposes de Però Niño, a les amigues platòniques de l'Avançat Pedro Manrique, i tant componia una cantiga acròstica en lloança de la seva dona com una altra en el seu vituperi, cridant-la comare menjada per la gelosia i la vellesa. Malgrat aquest caràcter tan vel·leïtós, el col·leccionista Baena va arribar a atribuir-li gràcia infusa i cridar-lo:
Esmalte e lus e espejo e corona e monarca de todos los poetas e trovadores, maestros e patrón del arte poética